# Lomatium canbyi
Lomatium canbyi ist eine Pflanzenart aus der Gattung Lomatium innerhalb der Familie der Doldenblütler (Apiaceae). Sie ist im Pazifischen Nordwesten der Vereinigten Staaten und im nordöstlichen Kalifornien beheimatet und wird dort englisch Canby's biscuitroot; lúukš in Sahaptin; qeqíit in Nez Percé genannt.

## Beschreibung

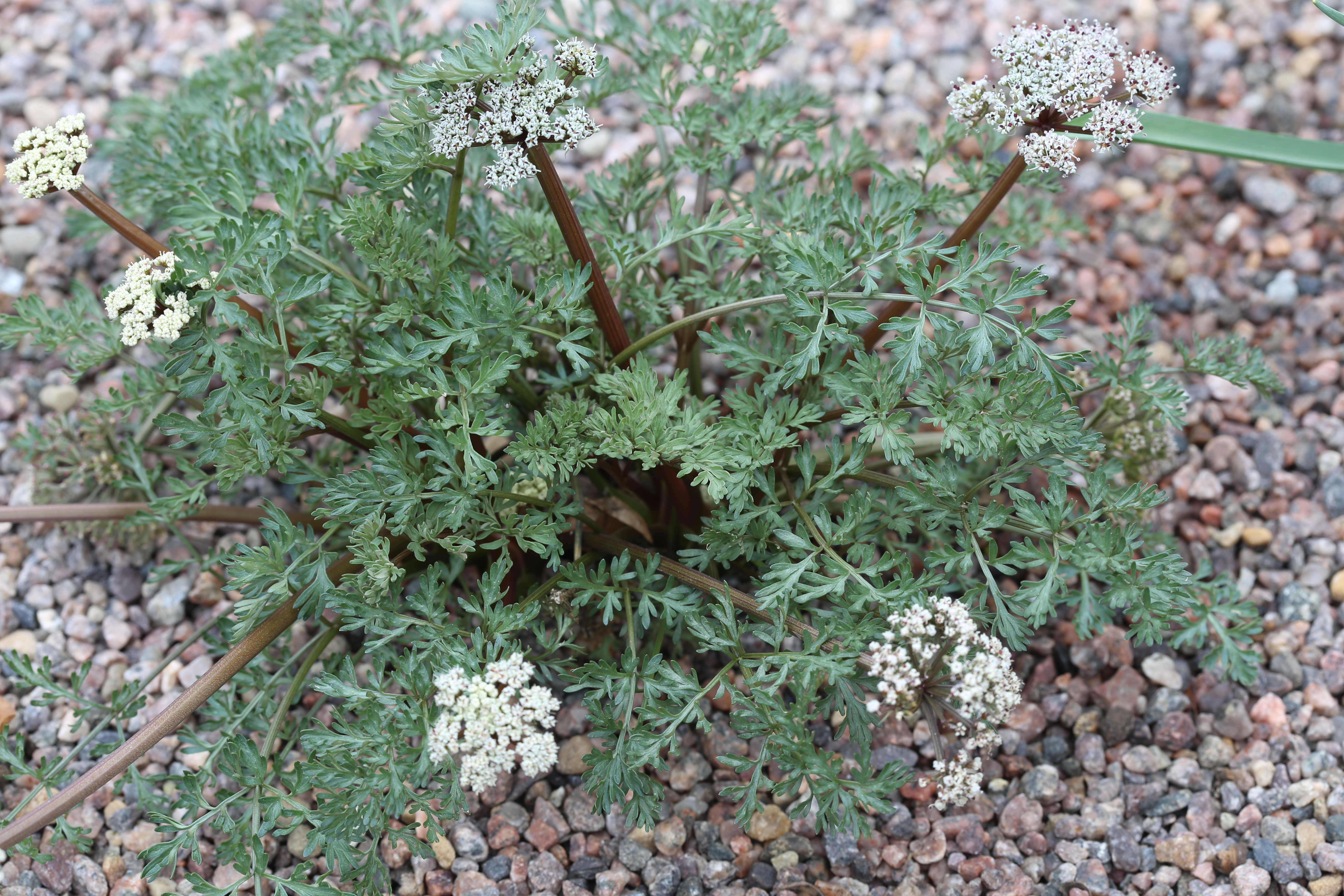
Habitus, Laubblätter und Blütenstände

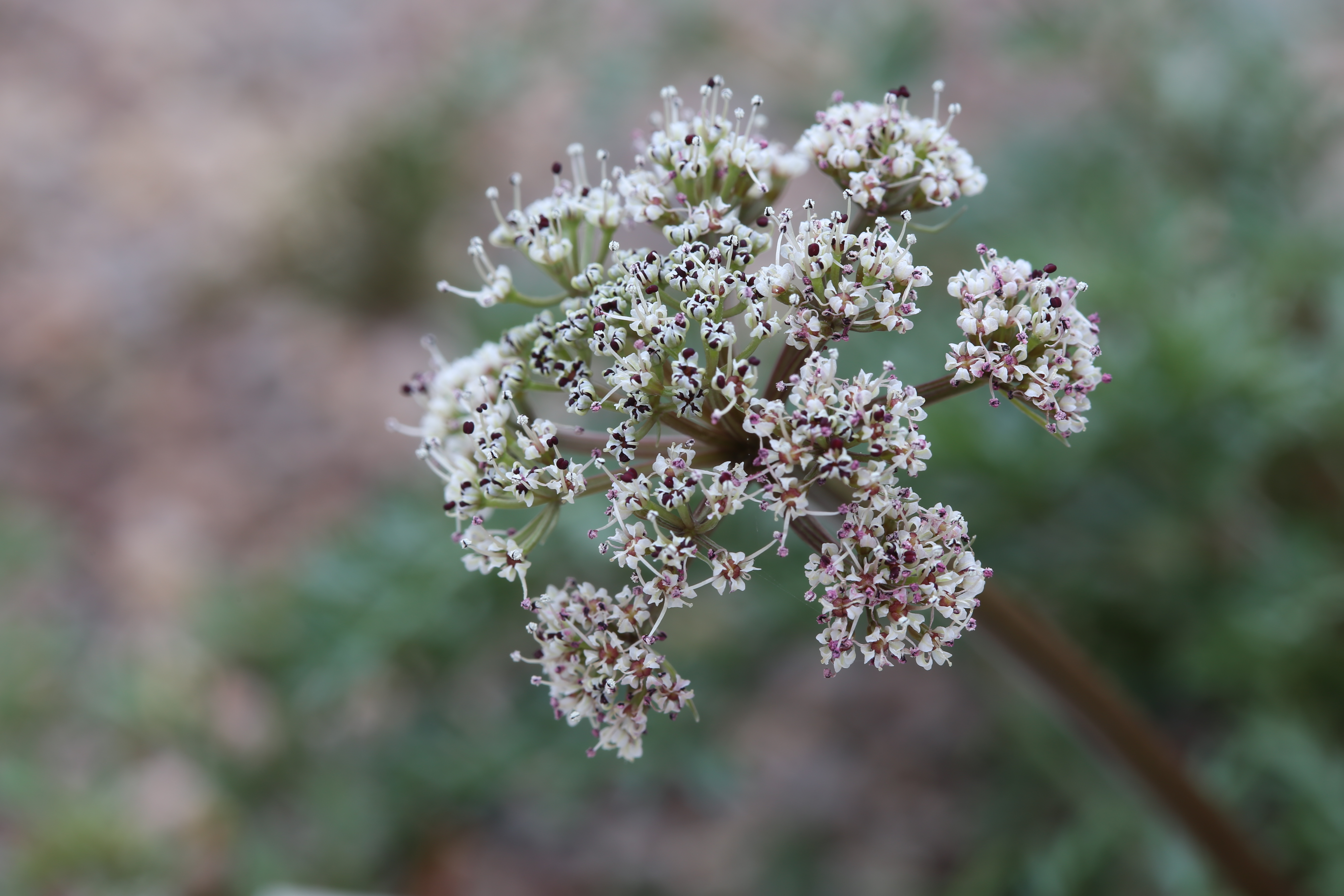
Doppeldoldiger Blütenstand auf einem Blütenstandsschaft

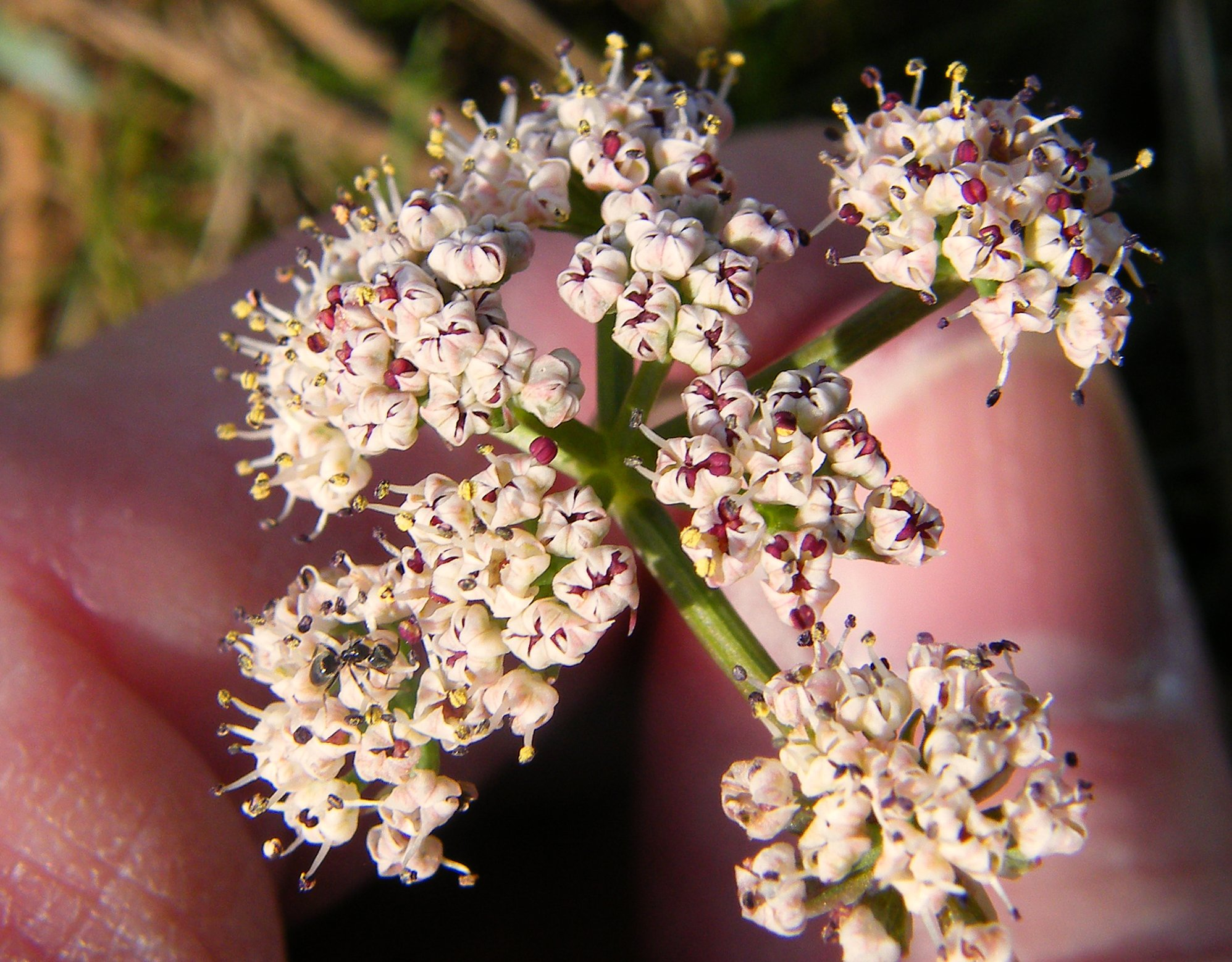
Doppeldoldiger Blütenstand von oben, gut zu erkennen ist, dass keine Hüllblätter vorhanden sind und die Blüten im Detail

### Vegetative Merkmale
Lomatium canbyi ist eine ausdauernde krautige Pflanze und erreicht Wuchshöhen von 7 bis 25 Zentimetern. Die oberirdischen Pflanzenteile sind kahl und blaugrün. Als Überdauerungsorgane werden tiefsitzende Knollen, die bei einem Durchmesser von mehr als 4 Zentimetern kugelig sind, gebildet. Es ist kein oberirdischer Stängel erkennbar.
Es werden nur grundständige Laubblätter gebildet, die in Blattstiel-, -scheide und -spreite gegliedert sind. Der Blattstiel ist 4 bis 6 Zentimeter lang. Die trockenhäutige Blattscheide ist auffällig. Die bei einer Länge von 1 bis 9 Zentimetern im Umriss länglichen bis eiförmigen Blattspreiten sind dreizählig einfach oder doppelt fiederteilig. Die Blattsegmente sind bei einer Länge von 1 bis 5 Millimetern linealisch mit stumpfem oberen Ende.

### Generative Merkmale
Die Blütezeit reicht in Kalifornien von April bis Mai. Auf einem 5 bis 10 Zentimeter langen, kahlen Blütenstandsschaft steht ein dichter doppeldoldiger Blütenstand. Es sind keine Hüllblätter vorhanden. Die 5 bis 17 1 bis 6 Zentimeter langen Doldenstrahlen sind mehr oder weniger ausgebreitet. Die Hüllchenblätter sind schmal-linealisch mit trockenhäutigen Rand. Die Blütenstiele sind 5 bis 16 Millimeter lang. Die Blütenkronblätter sind weiß.
Die flache Teilfrucht ist bei einer Länge von 6 bis 13 Millimetern breit-länglich mit dünnen, schmalen Flügeln.
Die Chromosomenzahl beträgt 2n = 22.

## Vorkommen
Für Lomatium canbyi gibt es Fundortangaben aus den westlichen USA in den Bundesstaaten von Washington über Idaho, Nevada bis Kalifornien.
Lomatium canbyi gedeiht in Höhenlagen von 2000 Metern in den Barren oder felsigen Standorten und wächst in Beifuß-bedeckten Lebensräumen der Hochebenen und vegetationslosen Ebenen.

## Taxonomie
Die Erstbeschreibung erfolgte 1888 unter dem Namen (Basionym) Peucedanum canbyi durch John Merle Coulter und Joseph Nelson Rose in Botanical Gazette, Volume 13, Issue 4, S. 78–79. In der Erstbeschreibung steht: „Durch Canbyi's Herbarium konnte die Eigenständigkeit als Art erkannt werden“. Die Neukombination zu Lomatium canbyi (J.M.Coult. & Rose) J.M.Coult. & Rose wurde 1900 auch durch Coulter und Rose in Contributions from the United States National Herbarium, Volume 7, Issue 1, S. 210 veröffentlicht.
 Ein weiteres Synonym für Lomatium canbyi (J.M.Coult. & Rose) J.M.Coult. & Rose ist Cogswellia canbyi (Coult. & Rose) M.E.Jones.

## Nutzung
Die Klamath- und die Modoc-Indianer nutzten die Wurzeln als Nahrung.